# Мусабаев, Зафар
Зафар (Зафаржон, Зафарбек) Мусабаев (узб. Zafarjon Musaboyev; 15 октября 1975) — узбекистанский футболист, нападающий. Играл за сборную Узбекистана.

## Биография
Дебютировал во взрослом футболе в последнем сезоне первенства СССР во второй низшей лиге, сыграв один матч за «Сохибкор» (Халкабад). В первые годы после распада СССР играл в первой лиге Узбекистана за «Нарын»/«Сувчи» (Хаккулабад).
В 1994 году перешёл в «Навбахор» (Наманган), провёл в его составе пять с половиной сезонов. Становился чемпионом (1996), неоднократным призёром чемпионата Узбекистана, обладателем Кубка страны. В чемпионском сезоне 1996 года забил 17 голов, стал пятым бомбардиром чемпионата и лучшим снайпером своего клуба.
В ходе сезона 1999 года перешёл в «Андижан». В сезоне 2001 года занял седьмое место среди бомбардиров чемпионата (15 голов). Последние матчи за клуб сыграл в 2002 году, в следующем сезоне тоже был включён в заявку, но не играл.
Всего в высшей лиге Узбекистана сыграл 173 матча и забил 70 голов. Стал автором 50-го хет-трика в истории высшей лиги (1996 год), а всего за карьеру сделал 5 хет-триков.
Выступал за олимпийскую сборную Узбекистана, автор гола в ворота ровесников из Казахстана в 1995 году (1:3).
В мае-июне 1996 года в составе национальной сборной Узбекистана принял участие в двухматчевом противостоянии с Таджикистаном в отборочном турнире Кубка Азии (0:4, 5:0), в обоих матчах выходил на замены. Во втором матче забил решающий гол в дополнительное время. В декабре 1996 года был в составе сборной на финальном турнире Кубка Азии, но на поле не вышел.

## Достижения
- Чемпион Узбекистана: 1996
- Бронзовый призёр чемпионата Узбекистана: 1994, 1995, 1997, 1998
- Обладатель Кубка Узбекистана: 1995, 1998